# Grantessa sycilloides
Grantessa sycilloides är en svampdjursart som först beskrevs av Schuffner 1877.  Grantessa sycilloides ingår i släktet Grantessa och familjen Heteropiidae. Inga underarter finns listade i Catalogue of Life.